# Nasuella
Nasuella là một chi động vật có vú trong họ Gấu mèo Bắc Mỹ, bộ Ăn thịt. Chi này được Hollister miêu tả năm 1915. Loài điển hình của chi này là Nasua olivacea meridensis Thomas, 1901, by designation.

## Các loài
Chi này gồm các loài: